# Piercia serena
Piercia serena là một loài bướm đêm trong họ Geometridae.